# Carl Caro

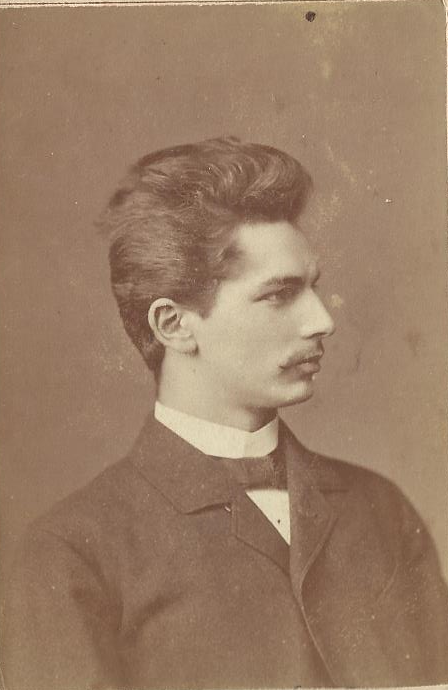
Carl Caro um 1882

Carl Otto Caro (* 18. Juli 1850 in Breslau; † 4. September 1884 in Pötzleinsdorf bei Wien) war ein deutscher Lyriker und Bühnenautor.

## Leben
Caro wurde in Breslau als Sohn des Kommerzienrats Robert Caro (1819–1875) aus einer preußischen Familie, die jüdisch-sephardischen Glaubens war, geboren. Seine Brüder waren die Großindustriellen Georg von Caro (1849–1913) und Oscar Caro (1852–1931) sowie der Komponist Paul Caro (1859–1914). Nach dem Besuch des Maria-Magdalenen-Gymnasiums in Breslau studierte er von 1870 bis 1873 Rechtswissenschaften in Heidelberg, Straßburg und Breslau. Er war Mitglied des Corps Borussia Breslau (1870) und Stifter des Corps Rhenania Straßburg (1872).
Carl Caro erfreute sich unter der Straßburger Studentenschaft einer großen Beliebtheit und hat infolgedessen bei fast allen studentischen Feierlichkeiten der neuen Universität das Präsidium geführt. Bei einem großen allgemeinen Kommers richtete er an den Fürsten Bismarck ein Telegramm der Studenten der neuen deutschen Hochschule und durfte sogleich die erfreute Antwort des Reichskanzlers bekannt geben.
Nach Studienabschluss und Promotion zum Dr. iur. war er vorübergehend am Stadtgericht in Breslau und am Kaiserlichen Landgericht in Straßburg beschäftigt. 1876 schied er aus dem Justizdienst aus und wandte sich – durch das florierende väterliche Eisenhandelsgeschäft finanziell unabhängig – der Dichtkunst zu und verfasste neben lyrischen Werken mehrere Tragödien und Lustspiele. 1877 ließ er sich in Wien nieder. Im Dezember 1878 wurde sein Schwank in drei Aufzügen: „Auf deutscher Hochschule“, auch eine Paukerei zeigend, im Breslauer Stadttheater unter zahlreicher Mitwirkung von Corpsstudenten – Aktiven und Alten Herren – erfolgreich aufgeführt als Wohltätigkeitsvorstellung des „Weihnachts-Unterstützungskomitees“. Der künstlerische Durchbruch gelang Caro mit dem einaktigen Lustspiel Die Burgruine, dem in einem von der Prager Concordia ausgeschriebenen Wettbewerb ein Erster Preis zuerkannt wurde. Das Wiener Burgtheater übernahm es wenig später in sein Repertoire. Das Trauerspiel Am Herzogshof wurde im Herbst 1883 ebenfalls vom Wiener Burgtheater zur Aufführung angenommen.
Im Dezember desselben Jahres wurde Caro eine Geschwulst an einer Niere diagnostiziert. Am 21. März 1884 entnahm Theodor Billroth dem damals 34-jährigen Theaterdichter und Lyriker in Wien diese Niere vollständig, eine schwierige Operation, die gelang, leider ohne endgültigen Erfolg, da das Übel rezidivierte. Carl Caro verschied am 4. September 1884.

## Werke
- Conradine, Trauerspiel (1876)
- Gudrun, Schauspiel in fünf Aufzügen (1877)
- Auf deutscher Hochschule, Lustspiel in drei Aufzügen (1877)
- Auf einsamer Höh’, Novelle in Versen (1878)
- Die Tochter Theoderichs, Trauerspiel in fünf Aufzügen (1880)
- Ein Wiedersehen, Lustspiel (1880)
- Die Hochzeitsreise nach Heidelberg, Lustspiel in einem Akt (1880)
- In der Sommernacht, Novelle in Versen (1880)
- Die Burgruine, Lustspiel in einem Aufzug (1882, im Druck 1883)
- Gedichte (1883)
- Am Herzogshof, analytisches Trauerspiel in zwei Abteilungen (1884 posthum, im Druck erschienen 1885, mit Vorwort von Erich Schmidt)